# Mézery-près-Donneloye
Mézery-près-Donneloye is een plaats en voormalige gemeente in het Zwitserse kanton Vaud en maakt deel uit van het district Yverdon.
Mézery-près-Donneloye telde 75 inwoners.

## Geschiedenis
Op 1 januari 2008 is Mézery-près-Donneloye tegelijk met de gemeente Gossens opgegaan in de gemeente Donneloye.